# Topetinho-verde
Colibri-de-leque-verde-oriental, topetinho-verde ou fufinho-verde, (Lophornis chalybeus) é uma espécie de ave da família Trochilidae (beija-flores).
Pode ser encontrada nos seguintes países: Argentina, Bolívia, Brasil, Colômbia, Equador, Peru, Uruguai e Venezuela.
Os seus habitats naturais são: florestas subtropicais ou tropicais húmidas de baixa altitude e florestas secundárias altamente degradadas.

## Aparência
Cabeça e corpo verde, peito e abdomen brancos, rabo marrom, e uma faixa branca que atravessa as costas separando as cores verde e marrom. O Topetinho-Verde também apresenta dimorfismo sexual, o macho da espécie possui um topete semelhante a um leque verde pontilhado ao redor do bico, que ele utiliza para ameaçar ou atrair seu par desejado. A fêmea tem a colocação parecida, apenas com a ausência do leque, e em seu lugar apresenta uma sombra embaixo dos olhos entre o marrom e o preto, semelhante a olheiras.
Medem cerca de 7,5 - 8,5 cm e pesam 3 g;

## Subespécies
São reconhecidas três subespécies:
- Lophornis chalybeus chalybeus (Vieillot, 1822) - ocorre no Sudeste do Brasil, nos estados de Minas Gerais, e do estado do Espírito Santo até o Norte de Santa Catarina;
- Lophornis chalybeus verreauxii (Bourcier, 1853) - ocorre no Leste da Colômbia até o Leste do Equador, Leste do Peru, Noroeste do Brasil e na região Central da Bolívia;
- Lophornis chalybeus klagesi (Berlepsch & Hartert, 1902) - ocorre no Sudeste da Venezuela.